# Zastava 10
Zastava 10 je posljednji model automobila koji je proizvodila srpska tvrtka Zastava Auto iz Kragujevca. Pravio je po licenciji modela Punto IIb talijanske kompanije FIAT. Zastava 10 je proizvođena u periodu od 2006. do 2008. Zastava 10 spada u klasu malih automobila. Proizvodio se je u benzinskoj (1,2 l) i dizel varijanti (1,9 l). Oprema osnovnog modela sadrži: servo-upravljač, zračni jastuk za vozača, FPS, podešavanje svjetala po visini.

## Motor
Isporučuje se u standardnoj paleti motora, kao i kod originala Fiat Punto.

## Poveznice
- Zastava Auto
- Yugo Florida
- Zastava Koral (Yugo)
- Zastava 101